# Park Ji-yeon

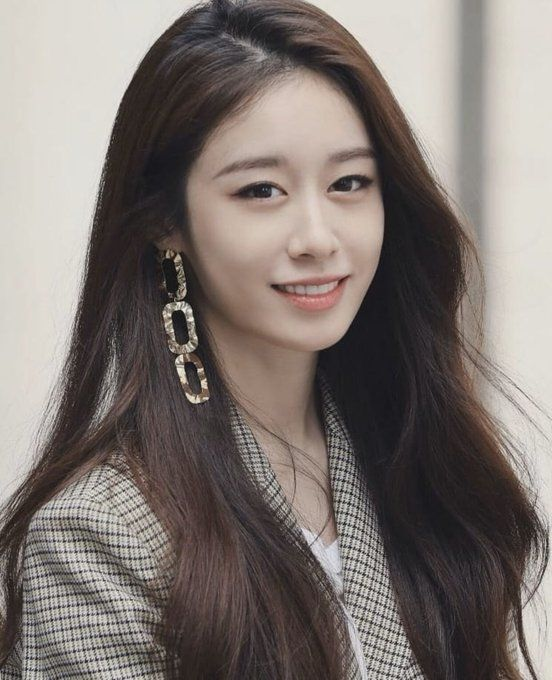
Park Ji-yeon ngoài đời

Park Ji-yeon (Hangul: 박지연, Hán-Việt: Phác Trí Nghiên, sinh ngày 7 tháng 6 năm 1993) là nữ ca sĩ, diễn viên, MC và người mẫu người Hàn Quốc, Jiyeon là thành viên của nhóm nhạc nữ T-ara và chính thức ra mắt cùng nhóm vào ngày 29 tháng 7 năm 2009 do MBK Entertainment thành lập và quản lý. Vị trí của cô trong nhóm là hát dẫn và nhảy chính.
Hiện cô trực thuộc công ty giải trí AnB Group sau khi hết hạn hợp đồng với công ty chủ quản cũ là Longzhen Culture Development vào tháng 7/2021.

## Tiểu sử
Jiyeon sinh ra tại Hàn Quốc trong gia đình có một anh trai là Park Hyo-Joon. Jiyeon từng theo học Trung học nữ sinh Hyehwa và tốt nghiệp Trung học Nghệ thuật Lila năm 2012. Cô không theo học chương trình Đại học nào.
Trước khi ra mắt chính thức với nhóm T-ara, Jiyeon tham gia cuộc thi Smart Model và đạt giải nhất. Sau đó cô tham gia thử giọng tại MBK Entertainment và trở thành thực tập sinh năm 2009.
Ngày 10 tháng 12 năm 2022, cô kết hôn với Hwang Jae Gyun - cầu thủ bóng chày chuyên nghiệp của đội KT Wiz. Nữ ca sĩ gặp chồng năm 2021 thông qua sự giới thiệu của người quen.

## Sự nghiệp

### 2009-nay: T-ara

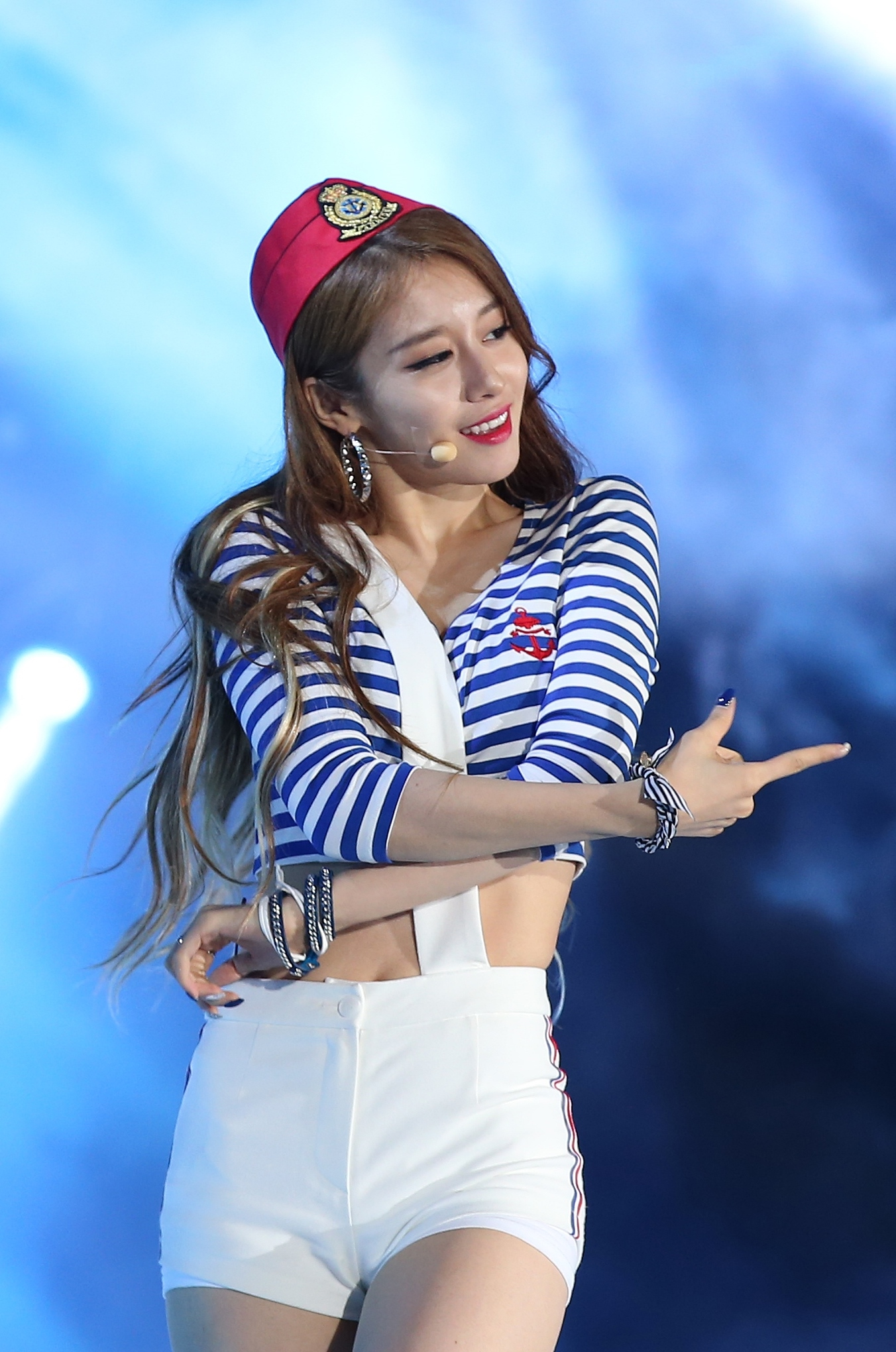
Jiyeon cùng với T-ara trình diễn tại
Summer K-POP Festival 2015

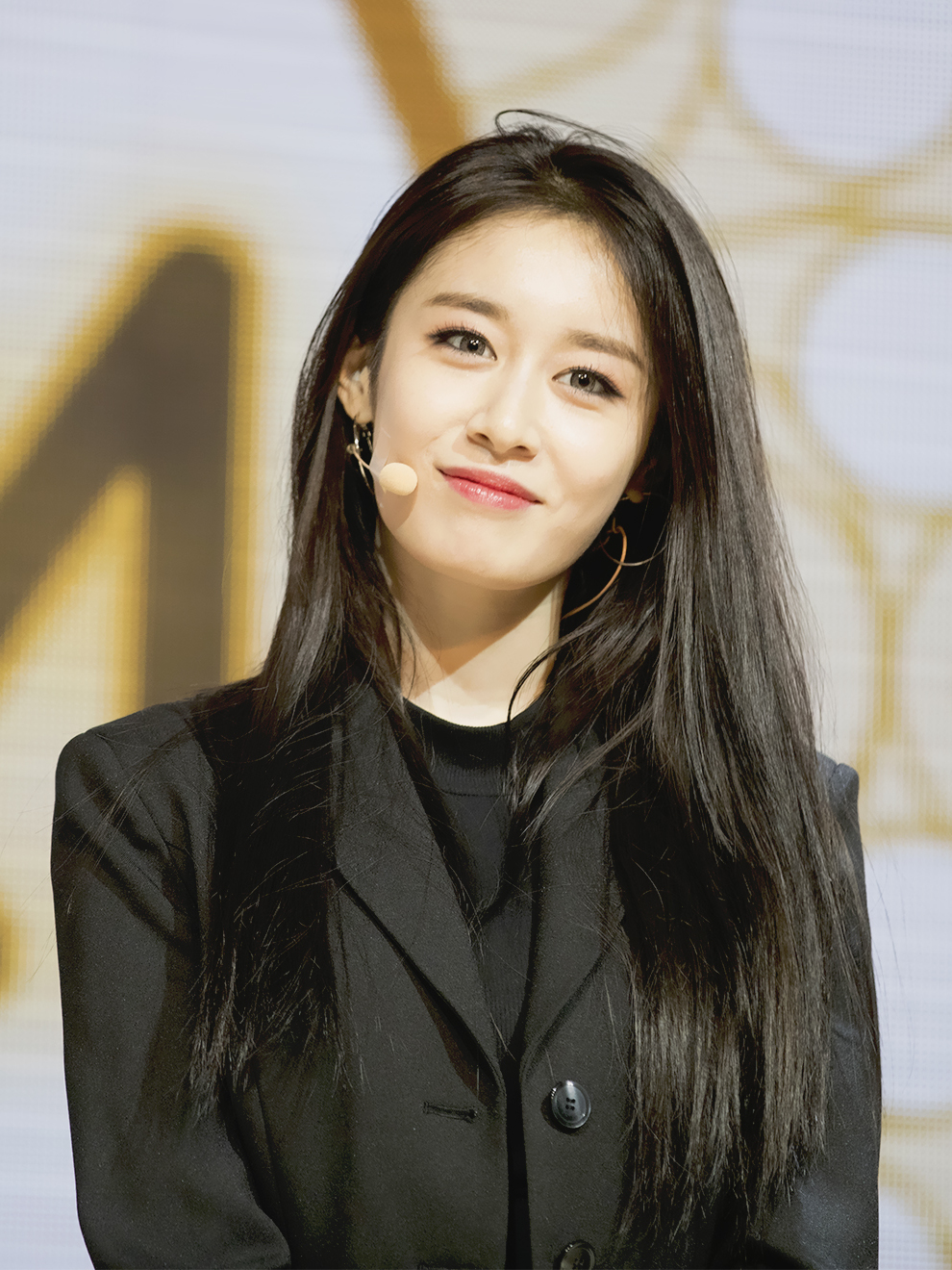
Ji-yeon tại showcase ra mắt ca khúc What's My Name của T-ara vào ngày 14 tháng 6 năm 2017.

T-ara là nhóm nhạc thuộc quyền quản lý của Core Contents Media (công ty con của CJ E&M Music and Live), nay là MBK Entertainment. Các thành viên hiện tại bao gồm Jiyeon, Hyomin, Eunjung, Soyeon, Qri và Boram. T-ara là nhóm nhạc có nhiều vũ đạo sáng tạo và được biết nhiều qua các bài hát như "Bo Peep Bo Peep", "Time to love ","Time to love 2","Roly Poly", "Cry Cry", "Lovey Dovey", "We were in love","Day By Day", "Bunny style","Number 9", "Sugar Free", "Little Apple" ,"So Crazy" và "What's my name".
T-ara chính thức xuất hiện lần đầu tiên trước công chúng vào ngày 29 tháng 7 năm 2009 thông qua chương trình Radio Star do Mnet sản xuất và phát sóng trên kênh MBC. Trước lần đó, T-ara đã từng hát nhạc phim cho phim truyền hình "Cinderella Man". Từ khi debut đến nay, nhóm đã phát hành 4 album phòng thu và 10 mini album. Ngoài ra, nhóm của cô còn giành được nhiều giải thưởng trên các sân khấu âm nhạc hàng tuần, như: Music Bank, Inkigayo và M! Countdown.
Tháng 4 năm 2015, T-ara lần đầu tham dự Lễ trao giải âm nhạc lớn nhất Trung Quốc Yinyuetai V-Charts Awards 3rd và đã xuất sắc giành được 3 chiếc cúp: "Most Popular Korean Artist Award" và "Korean Artist of the year", riêng Jiyeon đã giành được giải "Best Korean Female Artist" với ca khúc chủ đề "1 Min 1 Sec" trong album solo đầu tay của mình.
Jiyeon là em út của T-ara, cô được cho là thành viên nổi trội và có nhiều fan nhất nhóm. Với gương mặt xinh đẹp, cuốn hút, Jiyeon thường xuyên xuất hiện trên các BXH nhan sắc xứ Hàn.

### Hoạt động riêng
Ngoài hoạt động cùng T-ara, Jiyeon còn tham gia dự án "Women's Generation" với hai nhóm nhạc cùng công ty là Davichi và SeeYa vào hè năm 2009, trở thành thành viên đầu tiên của T-ara được công chúng biết đến. Jiyeon từng sánh vai cùng nhóm nhạc Super Junior trong sự kiện SMART Uniforms năm 2008. Cô còn xuất hiện trong nhiều video ca nhạc như "I Love You" và "My Iove Is Crying" của SG Wannabe.
Năm 2013, cùng với các thành viên khác, Jiyeon đã cho ra đời bài hát solo tiếng Nhật đầu tiên "My Sea". Bài hát nằm trong album "Bunny Style" (Standard edition 4).
Đặc biệt trong năm 2014, cùng làm việc với Double Sidekick và nhà thiết kế của Summit, Jiyeon đã phát hành solo album đầu tay mang tên "Never Ever" (1 Min 1 Sec). Đĩa đơn đạt vị trí xuất sắc nhất ở Trung Quốc, trở thành ca khúc Hàn Quốc đầu tiên đạt 99.5% điểm trên Yinyuetai. Lần comeback album này, Jiyeon đã thay đổi rất nhiều từ ngoại hình đến phong cách âm nhạc. Cô đã trưởng thành và sexy hơn. Lượng tiêu thụ của album là: 15.639
Tháng 9, Jiyeon được chọn làm MC mùa thứ tư cho chương trình The Show (SBS MTV) với Lee Hyeri (Girl's Day) và Jung Wook (nam người mẫu). Sau sự ra đi của Hyeri, Jiyeon tiếp tục với vai trò MC của mình, tham gia dẫn cùng cô là nam ca sĩ Hongbin (VIXX) và Zhou Mi (Super Junior-M). Ba người cũng thể hiện ca khúc "Candy In My Ear" trên The Show vào ngày 4 tháng 8.
Ngày 3 tháng 5, kể từ sau sự việc năm 2012, Jiyeon đã trở lại SNS bằng hai tài khoản Instagram và Sina Weibo.

## Đời tư
Tháng 7 năm 2015 Jiyeon và nam diễn viên Hàn Quốc Lee Dong Gun đã xác nhận là họ đã hẹn hò được một tháng kể từ khi họ quay phim "Encounter", một bộ phim được sản xuất giữa Hàn Quốc và Trung Quốc. Đây là mối tình "phim giả-tình thật", Jiyeon đã miêu tả về bạn trai hơn cô 13 tuổi này, cô nói: "Anh ấy biết quan tâm và chăm sóc tôi rất tốt" - Trang Star News dẫn lời. Tháng 2 năm 2017, Jiyeon và Lee Dong Gun chính thức chia tay vì lịch trình quá bận rộn.

## Danh sách đĩa nhạc
| Never Ever                                                          | - Phát hành: 20 tháng 5 năm 2014 - Nhãn đĩa: Core Contents Media, KT Music - Hình thức: CD, bản điện tử tải xuống | 3  | 2  | 11 | 15.639+        |
| Ca khúc                                                             | |    |    |    |                |
| My Sea                                                              | - Ngôn ngữ: Tiếng Nhật - Phát hành: 2013 - Album: Bunny Style!                                                    | ㅡ | ㅡ | ㅡ |                |
| Never Ever                                                          | - Ngôn ngữ: Tiếng Hàn - Phát hành: 2014 - Album: Never Ever                                                       | 17 | 6  | ㅡ | (DL): 283.255+ |
| Yeurido Cherry Blossom                                              | - Ngôn ngữ: Tiếng Hàn - Phát hành: 2014 - Album: Never Ever                                                       | 70 | ㅡ | ㅡ |                |
| Puppet                                                              | - Ngôn ngữ: Tiếng Hàn - Phát hành: 2014 - Album: Never Ever                                                       | 80 | ㅡ | ㅡ |                |
| Take A Hike                                                         | - Ngôn ngữ: Tiếng Hàn - Phát hành: 26 tháng 12 năm 2019 - Album: SENPASS                                          | ㅡ | ㅡ | ㅡ |                |
| "ㅡ" nghĩa là không được xếp hạng hay không phát hành ở khu vực đó. | |    |    |    |                |

### Cộng tác
| Năm  | Bài hát                     | Album                | Ghi chú                                   |
| ---- | --------------------------- | -------------------- | ----------------------------------------- |
| 2009 | Time To Love                | Absolute First Album | Cùng Soyeon, Eunjung, Hyomin và Supernova |
| 2009 | TTL Listen 2                | Absolute First Album | Cả T-ara và Supernova                     |
| 2011 | We Were In Love             | Funky Town           | Cùng Soyeon, Hyomin, Hwayoung và Davichi  |
| 2013 | Dangerous Love              | Bunny Style!         | Cùng Eunjung và Hyomin                    |
| 2013 | Countryside Love (T-ara N4) |                      | Cùng Eunjung, Hyomin và Areum             |
| 2014 | First Love                  | All Star             | Cùng Soyeon và Hyomin                     |
| 2014 | Little Apple                |                      | Cùng Qri, Eunjung và Hyomin               |
| 2018 | Đẹp Nhất Là Em (Between Us) | Đẹp Nhất Là Em       | Cùng Soobin Hoàng Sơn                     |

## Danh sách video

### Phim
Trong năm 2010, Jiyeon tham gia vai Na Hyun Jung trong bộ phim "Cao thủ học đường" (Master Of Study). Jiyeon còn tham gia phim điện ảnh "Death Bell 2: Bloody Camp", ra mắt vào hè năm 2010. Ngoài ra cô còn để lại ấn tượng trong các phim "Jungle Fish 2" (2010), "Dream High 2" (2012).
Tháng 6 năm 2014, Jiyeon trở lại màn ảnh nhỏ trong vai diễn khách mời kể từ tập 15 bộ phim Triangle của đài MBC.
Tháng 3 năm 2015, Jiyeon xác nhận đảm nhận vai chính trong bộ phim điện ảnh "Encounter" Hàn-Trung, cùng với vai nam chính - diễn viên Lee Dong Gun. "Encounter" là một câu chuyện tình cảm lãng mạn mở ra từ chuyến hải trình từ Bacerlona đến Ấn Độ Dương trên du thuyền xa hoa bậc nhất thế giới. Phim dự kiến sẽ được công chiếu vào tháng 10 năm 2015.
Năm 2015, Jiyeon xuất hiện với "Sweet Temptation Episode 4: Reborn" trong vai Ji Ho.
| Phim truyền hình | Phim truyền hình | Phim truyền hình                                 | Phim truyền hình                               |
| Năm              | Kênh             | Phim                                             | Vai                                            |
| ---------------- | ---------------- | ------------------------------------------------ | ---------------------------------------------- |
| 2007             | KBS2             | I Love You Too                                   | (Khách mời)                                    |
| 2008             | SBS              | Aeja's Older Sister, Minja                       | Maeng Na Yeon                                  |
| 2009             | MBC              | Soul                                             | Yoon Doo Na                                    |
| 2009             | MBC              | Gia đình là số một (phần 2)                      | Lee Yuri (Khách mời trong tập 44)              |
| 2010             | KBS2             | Cao thủ học đường                                | Na Hyun Jung                                   |
| 2010             | KBS2             | Jungle Fish 2 (Câu chuyện học đường 2)           | Seo Yul                                        |
| 2011             | MBC              | Miss Ripley (Lời nói dối vô tình)                | Yuu (Con gái thủ tướng Nhật - Khách mời tập 3) |
| 2012             | MBC              | The Thousand Man                                 | Hyomin                                         |
| 2012             | KBS2             | Dream High 2 (Bay Cao Giấc Mơ 2)                 | Ryan (Thành viên nhóm HershE)                  |
| 2014             | MBC              | Triangle                                         | Seong Yoo Jin (Đối tác của Siwan)              |
| 2019             | KBS2             | I Wanna Hear Your Song (Để Âm nhạc Cất Lời)      | Ha Eun Joo                                     |
| 2021             | KBS2             | Imitation                                        | Lalima                                         |
| Phim điện ảnh    |                  |                                                  |                                                |
| Năm              |                  | Phim                                             | Vai                                            |
| 2010             |                  | Death Bell 2: Bloody Camp (Hồi Chuông Tử Thần 2) | Lee Se Hee                                     |
| 2011             |                  | Gisaeng Ghost                                    | (Khách mời)                                    |
| 2011             |                  | Gnomeo & Juliet                                  | Juliet                                         |
| 2012             |                  | Dream High 2                                     | Ryan                                           |
| 2014             |                  | Triangle                                         | Sung Yoo Jin                                   |
| 2015             |                  | Encounter                                        |                                                |
| 2015             |                  | Rebirth                                          | (Web drama)                                    |
| 2016             |                  | My Runway                                        | Seoyeon (Web drama)                            |
| 2022             |                  | Woman Of Fire                                    | Lee Soo Yeon                                   |

### Chương trình truyền hình
| Năm       | Show                                 | Kênh    |
| --------- | ------------------------------------ | ------- |
| 2009      | Radio Star                           | MBC     |
| 2009      | Star King                            | SBS     |
| 2010      | Win Win                              | KBS2    |
| 2010      | Taxi                                 | tvN     |
| 2010      | You Hee-Yeol's Sketchbook            | KBS     |
| 2010      | Star King                            | SBS     |
| 2010      | Star Golden Bell                     | KBS     |
| 2010      | Dream Girls                          | Mnet    |
| 2010      | Strong Heart                         | SBS     |
| 2010      | Happy Together                       | KBS     |
| 2010      | Bouquet                              | MBC     |
| 2010      | Invincible Youth                     | KBS2    |
| 2010      | Heroee                               | SBS     |
| 2010      | Hello Baby                           | KBS     |
| 2010-2011 | Music Core                           | MBC     |
| 2011      | 100 Points Out Of 100                | KBS2    |
| 2011      | Star King                            | SBS     |
| 2011      | Running Man                          | SBS     |
| 2011      | Vitamin                              | KBS2    |
| 2011      | Beatles Code                         | Mnet    |
| 2011      | Win Win                              | KBS2    |
| 2011      | Happy Together                       | KBS     |
| 2013      | Let's Go! Dream Team Season 2        | KBS2    |
| 2013      | Beatles Code                         | Mnet    |
| 2013      | Hidden Singer                        | JTBC    |
| 2013      | SimSimTaPa                           | MBC     |
| 2014      | Moon Hee Jun's Pure                  | Mnet    |
| 2014      | Mnet Rude Show                       | Mnet    |
| 2014      | The Show                             | SBS-MTV |
| 2014      | Weekly Idol                          | MBC     |
| 2014      | Hello Counselor                      | KBS     |
| 2014      | Happy Together                       | KBS     |
| 2014      | Weekly Idol                          | MBC     |
| 2015      | Idol Star Athletic Championship 2015 | MBC     |
| 2015      | Come On, Little Master               | JSTV    |
| 2015      | Idol Singing Contest                 | KBS     |
| 2015      | Let's Go Together                    |         |
| 2016      | Siêu Trí Tuệ                         | JSTV    |
| 2017      | SBS The show tập 100                 | SBS     |
| 2021      | Beauty Time                          |         |
| 2021      | Knowing Brothers                     | JTBC    |

### Video âm nhạc
| Năm  | Bài hát                       | Ghi chú                      |
| ---- | ----------------------------- | ---------------------------- |
| 2008 | Never Ending Story            | SMASH                        |
| 2009 | My Cry Baby & Saranghae       | Cùng SG Wannabe              |
| 2010 | Soul (ver. 1) & Soul (ver. 2) | Cùng Yangpa                  |
| 2010 | I Have To Let You Go          | Cùng Young Gun               |
| 2011 | Shake If Up                   | Cùng Seo In-Guk              |
| 2012 | Together (Dream High 2 OST)   | Cùng JB                      |
| 2013 | Painkiller                    | Cùng Soyeon, 5dolls và SPEED |
| 2014 | More And More                 | Cùng The SeeYa               |

## Kịch
| Năm  | Kịch                         | Vai trò                               |
| ---- | ---------------------------- | ------------------------------------- |
| 2012 | Our Youth, Roly Poly Musical | Han Joo Young (Cùng Soyeon và Hyomin) |

## Giải thưởng và đề cử
| Năm  | Giải thưởng                                  | Hạng mục                                           | Đề cử cho         | Kết quả   |
| 2007 | APM Model Contest                            | Giải thưởng bạc                                    | —                 | Đoạt giải |
| 2008 | Smart Model Contest                          | Giải thưởng vàng (Daesung)                         | —                 | Đoạt giải |
| 2010 | SBS Entertainment Award                      | Ca sĩ làm việc theo nhóm xuất sắc nhất             | Heroes            | Đoạt giải |
| 2010 | KBS Drama Awards                             | Nữ diễn viên mới xuất sắc nhất                     | Cao thủ học đường | Đề cử     |
| 2010 | KBS Drama Awards                             | Giải thưởng cặp đôi xuất sắc nhất với Yoo Seung Ho | Cao thủ học đường | Đề cử     |
| 2014 | 16th Seoul International Youth Film Festival | Nữ diễn viên trẻ xuất sắc nhất                     | Triangle          | Đề cử     |
| 2015 | Cable TV Broadccast Awards                   | Giải thưởng phổ biến                               | The Show          | Đoạt giải |
| 2015 | The 3rd Yinyuetai V-Chart Award              | Nữ ca sĩ Hàn Quốc xuất sắc nhất                    | 1 Min 1 Sec       | Đoạt giải |
| 2015 | Yahoo Asia Buzz Award                        | Thần tượng châu Á xuất sắc nhất                    | —                 | Đề cử     |